# César Calvo de Araújo
César Calvo de Araújo (Yurimaguas, 7 de junio de 1910 - Lima, 21 de octubre de 1970) fue un escritor y pintor peruano. Una calle y una galería de arte en Iquitos llevan su nombre.

## Biografía
César Calvo fue nativo del departamento de Loreto. Su padre fue el peruano Rafael Calvo Sotomayor y su madre la portuguesa María José Araújo. Estuvo casado con Graciela Soriano Narváez y fue padre del poeta César Calvo Soriano.

### Obra
Fue un pintor y escritor que se dedicó a describir su tierra natal donde vivió alternando con estancias en la capital peruana, Lima, y otros países. A menudo realizó exposiciones en Lima, siempre sobre temas de la región selvática. También visitó en los años 60 la ciudad de Arequipa, tal y como ha reseñado el historiador Hélard Fuentes Pastor.
El arte de César Calvo de Araujo pertenece al realismo narrativo y figurativo. Toma sus escenas directamente de la vida selvática o portuaria en Iquitos y otros lugares de la región amazónica, su pintura es más bien de tonos grises húmedos.
El 2015 se realizó una retrospectiva de la obra de Calvo de Araujo en el Centro Cultural Británico, Lima, curada por Christian Bendayán.

## Libros
Su libro más conocido es Paiche, descrito por él mismo en su prólogo como una novela socialista, escrita en una mezcla de español formal y español dialectal amazónico.